# Chlorotettix brevidus
Chlorotettix brevidus är en insektsart som beskrevs av Delong 1937. Chlorotettix brevidus ingår i släktet Chlorotettix och familjen dvärgstritar. Inga underarter finns listade i Catalogue of Life.